# Michiel Servaes
Michiel Servaes (Oss, 21 februari 1972) is een Nederlands voormalig politicus. Servaes was tussen 20 september 2012 en 23 maart 2017 lid van de Tweede Kamer namens de Partij van de Arbeid. Op 1 oktober 2018 werd Servaes directeur bij Oxfam Novib .
Servaes was de woordvoerder Buitenlandse Zaken, en in die hoedanigheid is hij voorstander van erkenning van de staat Palestina, evenals partijen D66, GroenLinks en de SP. PvdA-minister Bert Koenders liet echter op 20 november 2014 weten dat dit nog een te vroeg stadium is. Voor Servaes' Kamerlidmaatschap was hij diplomaat, onder meer op de Nederlandse ambassade te Londen, tot september 2012.
- Gemeinsame Normdatei: 1104624974
- Parlement.com: vj0kbfx54ok8
- Virtual International Authority File: 95146708101100840035